# Менет
Менет (тур. Menet Adası) — необитаемый островок в Турции, рядом с северным берегом озера Бафа, западнее деревни Капыкыры в районе Миляс в иле Мугла и острова Икиздже. Административно относится к району Дидим в иле Айдын.
В античный период остров находился в заливе Латмос Эгейского моря. В Средние века в результате заиливания дна в западной части залива от речных наносов Меандра (ныне Большой Мендерес) весь залив постепенно превратился в солёное Милетское озеро, названное по расположенному к северо-западу Милету. На берегах озера в византийскую эпоху в VII—XV вв. находился крупный монашеский центр Латрос. На острове Менет находятся маленькая церковь и две маленьких часовни.